# Revolución, Ocosingo
Revolución är en ort i Mexiko.   Den ligger i kommunen Ocosingo och delstaten Chiapas, i den sydöstra delen av landet, 800 km öster om huvudstaden Mexico City. Revolución ligger 860 meter över havet och antalet invånare är 139.
Terrängen runt Revolución är kuperad åt sydost, men åt nordväst är den bergig. Revolución ligger nere i en dal. Runt Revolución är det glesbefolkat, med 16 invånare per kvadratkilometer. Närmaste större samhälle är Ocosingo, 2,0 km sydväst om Revolución. Omgivningarna runt Revolución är en mosaik av jordbruksmark och naturlig växtlighet.